# Новоселицька міська рада
Новосе́лицька міська́ ра́да — адміністративно-територіальна одиниця та орган місцевого самоврядування в Новоселицькому районі Чернівецької області. Адміністративний центр — місто Новоселиця.

## Загальні відомості
- Населення ради: 7 764 особи (станом на 1 лютого 2013 року)

## Населені пункти
Міській раді підпорядковані населені пункти:
- м. Новоселиця

## Склад ради
Рада складається з 36 депутатів та голови.
- Голова ради: Нікорич Марія Іллінічна
- Секретар ради: Арсеній Сергій Васильович

### Керівний склад попередніх скликань
| Прізвище, ім'я, по батькові | Основні відомості                                                        | Дата обрання | Дата звільнення |
| --------------------------- | ------------------------------------------------------------------------ | ------------ | --------------- |
| Скрикуляк Віктор Михайлович | Міський голова, 1959 року народження, член Соціалістичної партії України | 26.03.2006   | 01.08.2006      |
| Нікорич Марія Іллінічна     | Міський голова, 1957 року народження, освіта вища, позапартійна          | 17.12.2006   | 31.10.2010      |
| Нікорич Марія Іллінічна     | Міський голова, 1957 року народження, освіта вища, позапартійна          | 31.10.2010   |                 |

Примітка: таблиця складена за даними сайту Верховної Ради України

### Депутати
За результатами місцевих виборів 2010 року депутатами ради стали:

#### За суб'єктами висування
| Суб'єкт висування                                       | Кількість обраних депутатів | %    |
| ------------------------------------------------------- | --------------------------- | ---- |
| Партія регіонів                                         | 12                          | 33,3 |
| Політична партія «Фронт Змін»                           | 7                           | 19,4 |
| Політична партія Всеукраїнське об'єднання «Батьківщина» | 6                           | 16,7 |
| Комуністична партія України                             | 5                           | 13,9 |
| Партія «Реформи і порядок»                              | 2                           | 5,6  |
| Політична партія «Сильна Україна»                       | 2                           | 5,6  |
| Народна партія                                          | 1                           | 2,8  |
| Соціалістична партія України                            | 1                           | 2,8  |

#### За округами
| № округу                                                | Прізвище, ім'я, по батькові        | Дата визнання обраним | Освіта             | Партійна приналежність                        | Відомості про обраного депутата                                                    |
| ------------------------------------------------------- | ---------------------------------- | --------------------- | ------------------ | --------------------------------------------- | ---------------------------------------------------------------------------------- |
| Комуністична партія України                             |                                    |                       |                    |                                               |                                                                                    |
| б/м                                                     | Денісов Олександр Миколайович      | 01.11.2010            | вища               | член Комуністичної партії України             | пенсіонер                                                                          |
| б/м                                                     | Бабін Михайло Дмитрович            | 01.11.2010            | середня            | член Комуністичної партії України             | СК «Новоселицький», головний інженер                                               |
| б/м                                                     | Кірілеско Олексій Леонтійович      | 01.11.2010            | вища               | член Комуністичної партії України             | Кафедра економіки підприємств Буковинської державної фінансової академії, професор |
| 8                                                       | Рошка Олексій Олексійович          | 01.11.2010            | вища               | член Комуністичної партії України             | приватний підприємець                                                              |
| 11                                                      | Полковніков Василь Григорович      | 01.11.2010            | вища               | член Комуністичної партії України             | пенсіонер                                                                          |
| Народна Партія                                          |                                    |                       |                    |                                               |                                                                                    |
| 13                                                      | Сакрієр Євгенія Олексіївна         | 01.11.2010            | вища               | член Народної партії                          | Новоселицька загальноосвітня школа № 3, вчитель                                    |
| Партія регіонів                                         |                                    |                       |                    |                                               |                                                                                    |
| б/м                                                     | Єфтемій Ілля Сергійович            | 01.11.2010            | вища               | позапартійний                                 | Новоселицький медичний коледж БДМУ, директор                                       |
| б/м                                                     | Обершт Оксана Іванівна             | 01.11.2010            | вища               | член Партії регіонів                          | Відділ освіти Новоселицької РДА, завідувачка районного методичного кабінету        |
| б/м                                                     | Савка Віталій Володимирович        | 01.11.2010            | вища               | член Партії регіонів                          | приватний підприємець                                                              |
| б/м                                                     | Дроздовська Світлана Альбертівна   | 01.11.2010            | вища               | позапартійна                                  | Новоселицька загальноосвітня школа № 3, вчитель                                    |
| б/м                                                     | Павлюк Марія Василівна             | 01.11.2010            | вища               | позапартійна                                  | ДНЗ № 2 «Ясне сонечко», завідувачка                                                |
| б/м                                                     | Дисар Яна Валентинівна             | 01.11.2010            | вища               | позапартійна                                  | Новоселицька гімназія, заступник директора                                         |
| 2                                                       | Сіряков Ян Васильович              | 01.11.2010            | середня            | член Партії регіонів                          | приватний підприємець                                                              |
| 4                                                       | Дишкант Анжела Дмитрівна           | 01.11.2010            | вища               | позапартійна                                  | Новоселицька загальноосвітня школа № 3, вчитель                                    |
| 5                                                       | Арсеній Сергій Васильович          | 01.11.2010            | вища               | член Партії регіонів                          | Новоселицька міська рада, секретар                                                 |
| 6                                                       | Топала Едуард Валентинович         | 01.11.2010            | вища               | член Партії регіонів                          | Новоселицька РДА, заступник голови                                                 |
| 12                                                      | Канунніков Володимир Євгенович     | 01.11.2010            | вища               | член Партії регіонів                          | Укргазбанк, начальник відділення                                                   |
| 17                                                      | Аксентій Лариса Серафимівна        | 01.11.2010            | вища               | член Партії регіонів                          | Новоселицький ліцей, вчитель                                                       |
| Партія «Реформи і порядок»                              |                                    |                       |                    |                                               |                                                                                    |
| б/м                                                     | Істратій Олег Володимирович        | 01.11.2010            | вища               | член Партії «Реформи і порядок»               | Благодійна організація «Шлях до добра та спасіння», голова                         |
| б/м                                                     | Ротар Олександр Різанурович        | 01.11.2010            | середня спеціальна | член Партії «Реформи і порядок»               | приватний підприємець                                                              |
| Політична партія Всеукраїнське об'єднання «Батьківщина» |                                    |                       |                    |                                               |                                                                                    |
| б/м                                                     | Падурар Геннадій Мірчович          | 01.11.2010            | вища               | член Всеукраїнського об'єднання «Батьківщина» | приватне підприємство «Аква»                                                       |
| б/м                                                     | Нестеровський Віктор Васильович    | 01.11.2010            | середня спеціальна | член Всеукраїнського об'єднання «Батьківщина» | Новоселицький район електричних мереж, диспетчер                                   |
| б/м                                                     | Чайка Ольга Михайлівна             | 15.11.2010            | вища               | член Всеукраїнського об'єднання «Батьківщина» | Новоселицький районний нотаріальний округ                                          |
| 1                                                       | Божик Анна Степанівна              | 15.11.2010            | вища               | член Всеукраїнського об'єднання «Батьківщина» | районна аптека № 26, заступник завідувача                                          |
| 16                                                      | Бедяк Едуард Сергійович            | 01.11.2010            | вища               | член Всеукраїнського об'єднання «Батьківщина» | приватний підприємець                                                              |
| 18                                                      | Лазарєва Наталія Іванівна          | 01.11.2010            | середня спеціальна | член Всеукраїнського об'єднання «Батьківщина» | приватний підприємець                                                              |
| Політична партія «Сильна Україна»                       |                                    |                       |                    |                                               |                                                                                    |
| б/м                                                     | Онищук Стефан Васильович           | 01.11.2010            | вища               | член Політичної партії «Сильна Україна»       | ВАТ "Новоселицький птахокомбинат, начальних очисних споруд                         |
| 10                                                      | Пинзарь Федір Олексійович          | 01.11.2010            | вища               | член Політичної партії «Сильна Україна»       | Новоселицька ЦРЛ, лікар                                                            |
| Політична партія «Фронт Змін»                           |                                    |                       |                    |                                               |                                                                                    |
| б/м                                                     | Лютик Людмила Павлівна             | 01.11.2010            | вища               | член Політичної партії «Фронт Змін»           | Новоселицька гімназія, вчитель                                                     |
| б/м                                                     | Збиркот Леонід Олексійович         | 01.11.2010            | вища               | член Політичної партії «Фронт Змін»           | Новоселшицький медичний коледж, викладач                                           |
| б/м                                                     | Криган Романа Ігорівна             | 01.11.2010            | вища               | член Політичної партії «Фронт Змін»           | Новоселицька гімназія, вчитель                                                     |
| 3                                                       | Горячківський Максим Володимирович | 24.02.2013            | вища               | член Політичної партії «Фронт Змін»           | ДП «М'ясо Буковини», заступник директора з виробництва                             |
| 9                                                       | Батовський Руслан Володимирович    | 01.11.2010            | вища               | член Політичної партії «Фронт Змін»           | Укрсиббанк, начальник                                                              |
| 14                                                      | Бежан Діна Серафимівна             | 01.11.2010            | вища               | член Політичної партії «Фронт Змін»           | Новоселицький нотаріальний округ, нотаріус                                         |
| 15                                                      | Рошка Вадим Валентинович           | 01.11.2010            | вища               | член Політичної партії «Фронт Змін»           | Новоселицька міська рада, юрист                                                    |
| Соціалістична партія України                            |                                    |                       |                    |                                               |                                                                                    |
| 7                                                       | Рущук Василь Андрійович            | 01.11.2010            | вища               | член Соціалістичної партії України            | приватний підприємець                                                              |